# Birganj (Bangladesh)
Birganj è un sottodistretto (upazila) del Bangladesh situato nel distretto di Dinajpur, divisione di Rangpur. Si estende su una superficie di 413,00 km² e conta una popolazione di 317.253  abitanti (censimento 2011).